# Francisco Javier Aramendia
Francisco Javier Aramendia Llorente (* 5. Dezember 1986 in Funes/Navarra) ist ein spanischer Radrennfahrer.

## Karriere
Javier Aramendia gewann 2006 den zweiten Abschnitt des im nationalen spanischen Radsportkalenders registrierten baskischen Etappenrennens Vuelta a Vizcaya. 2007 erhielt er beim UCI Continental Team Orbea-Laukiz F.T. einen Vertrag.
Anschließend fuhr Aramendia in den Jahren 2008 bis 2011 er für das UCI ProTeam Euskaltel-Euskadi. Bei Tirreno–Adriatico belegte er in der  Bergwertung den zweiten Gesamtrang, nachdem er auf der zweiten Etappe in einer Ausreißergruppe war. Im selben Jahr bestritt er mit dem Giro d’Italia seine erste Grand Tour und beendete das Rennen als 115.
Zur Saison 2012 wechselte er zum UCI Professional Continental Team Caja Rural. Bei der Vuelta a España 2013 gewann er den Preis für den kämpferischsten Fahrer.

## Erfolge
2013
- Kämpferischster Fahrer Vuelta a España